# Armando Segato
Armando Segato (3 de maig de 1930 - 19 de febrer de 1973) fou un futbolista italià, que també va fer d'entrenador de futbol.
Va jugar principalment amb l'ACF Fiorentina, equip amb el qual va jugar com a titular la final de la Copa d'Europa de 1957, que el seu equip va perdre 2-0 contra el Reial Madrid.
Internacional wn vint ocasions, va formar part de l'equip italià a la Copa del Món de 1954.